# Florești (okręg Tulcza)
Florești – wieś w Rumunii, w okręgu Tulcza, w gminie Horia. W 2011 roku liczyła 284 mieszkańców.